# Chasseneuil-sur-Bonnieure
Chasseneuil-sur-Bonnieure é uma comuna francesa na região administrativa da Nova Aquitânia, no departamento de Charente. Estende-se por uma área de 33,34 km². Em 2010 a comuna tinha 3 329 habitantes (densidade: 99,9 hab./km²).